# Idiopàtic
Idiopàtic (del grec ἴδιος, idios (propi, particular) πάθος, pathos (patiment, sofriment), amb el sentit d'«una malaltia d'un tipus particular o propi») és un adjectiu utilitzat primàriament en medicina, que significa que una símptoma és d'irrupció espontània o de causa fosca o desconeguda. És tècnicament un terme de la nosologia, la branca de la medicina de classificació de les malalties.
Amb algunes malalties, la comunitat mèdica no pot establir una causa en un gran percentatge dels casos (per exemple la glomeruloesclerosi focal i segmentària, que la majoria dels casos és idiopàtica); i en altres malalties, però, les causes idiopàtiques representen un petit percentatge (per exemple, fibrosi pulmonar). A mesura que la medicina i els avenços científics es produeixen amb relació a una malaltia, es descobreixen les causes que l'originen, i així disminueix el percentatge de casos designats com idiopàtics.

## Sinònims
De vegades, la paraula essencial és sinònim d'idiopàtica (com en la hipertensió essencial, la trombocitèmia essencial i el tremolor essencial) i el mateix passa amb primària (com en la colangitis biliar primària o l'amenorrea primària), amb aquest darrer terme s'utilitza en aquests casos per contrast amb secundaria en el sentit de "secundari a [és a dir, causat per] algun altre trastorn".